# 増山道保
増山 道保（ますやま みちほ、1924年（大正13年）11月21日 - 1999年（平成11年）9月14日）は、日本の政治家。宇都宮市長（5期）、栃木県議会議員（3期）、宇都宮市議会議員（1期）などを歴任した。

## 経歴
栃木県宇都宮市塙田町出身。父・村字（むらじ）は、有限会社増山貨物（現・増山貨物自動車株式会社）の創業者で、8人きょうだい（6男2女）の3番目の男子として出生した。他の兄弟が宇都宮中学校（現栃木県立宇都宮高等学校）へ進んだのに対し、最初から家業を継ぐつもりだったので、宇都宮商業学校（現栃木県立宇都宮商業高等学校）へ進学・卒業し、1944年に巣鴨経済専門学校（現千葉商科大学）を卒業した。卒業から間もなく大日本帝国陸軍に応召され、仙台陸軍予備士官学校に入学、千葉県の司令部で終戦を迎えた。第二次世界大戦後は専門学校時代の友人とともに肝油を製造販売する会社を塩釜港で立ち上げ、6年勤めた後、宮城県の魚問屋が無償提供したトラック、運転手・助手を伴って宇都宮に戻り、増山貨物を増山貨物自動車株式会社に改組し、その専務に就任した。肩書きこそ専務であったが、重い荷物の積み下ろしもいとわず、一般社員以上に朝から晩まで働きづめであった。
1963年の統一地方選で宇都宮市議会議員に立候補して当選し、宇都宮市議を1期、1967年から栃木県議を3期務める（自由民主党公認）。1979年、渡辺美智雄の支援を受けて宇都宮市長選挙に無所属で立候補して当選、5期20年務める。市長2期目以降の選挙は、事実上の信任投票であった。任期中、所属する自由民主党内では栃木市長の鈴木乙一郎とともに栃木県連政調会の組織作りに取り組んだ。また、第21代全国市長会会長を務めた。1999年に市長を引退し、後継に梶克之を指名したが、梶は落選し、福田富一が次の市長になった。
政界引退後は表立った政治の場に姿を見せることはなく、趣味の山歩きや読書にいそしみ、奥日光に出かけることもあった。健康問題を理由にした引退だったため、食事療法に取り組んだ。家業の増山貨物自動車株式会社の会長も務めた。1999年9月14日午前4時53分、脳出血のため74歳で死去。前日夜の渡辺喜美のパーティーに参加後、「疲れた」と家族に伝えて就寝、そのまま意識が戻らず亡くなった。9月18日に告別式（葬儀委員長：渡辺喜美）、10月19日に宇都宮市文化会館で市民葬（葬儀委員長：福田富一）が営まれた。

## 政策

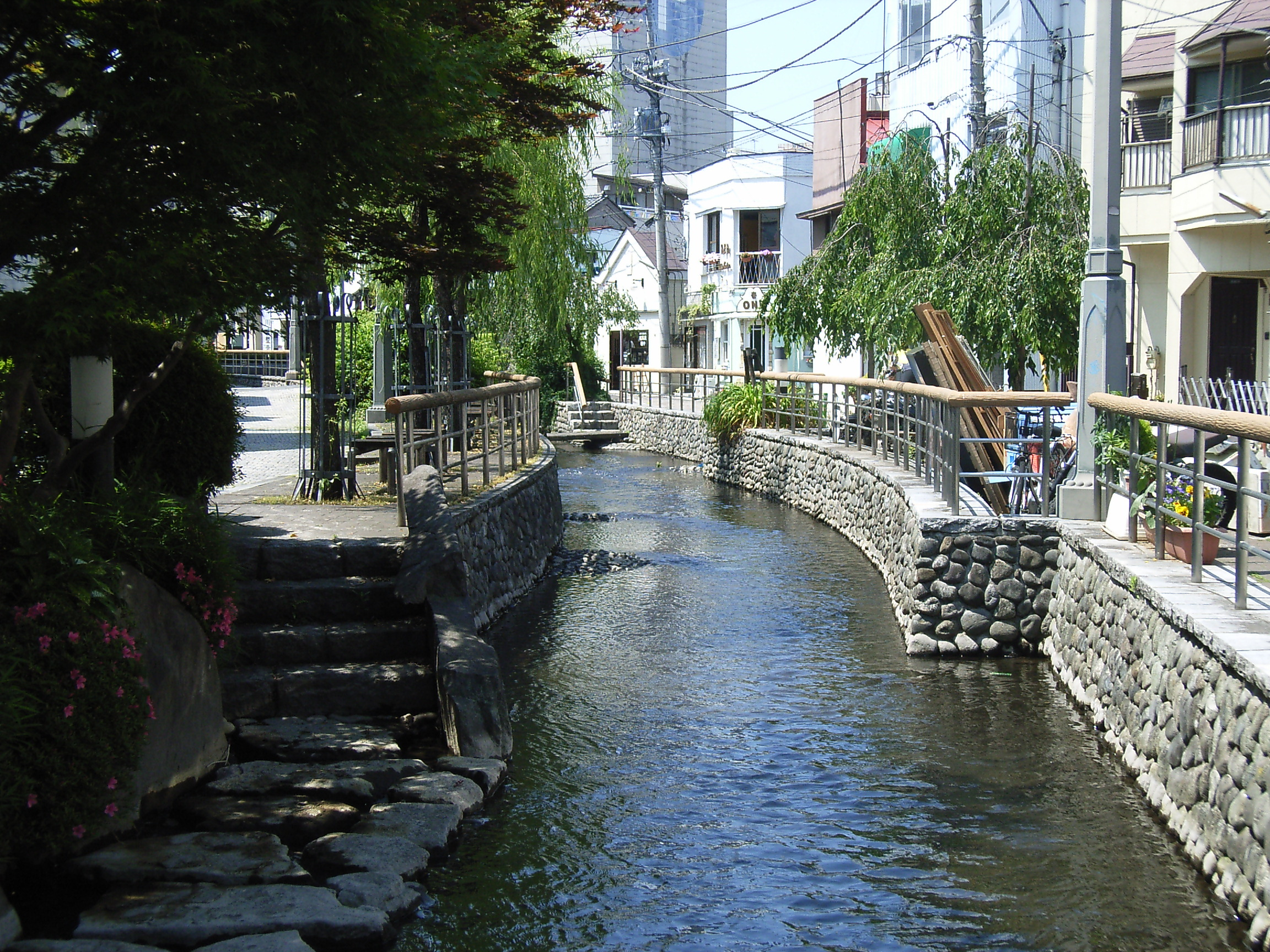
上下二層構造の釜川

都市基盤整備に力を入れ、宇都宮市街を流れる釜川の洪水対策（日本初の二層式河川化）、下水道の整備、土地改良事業を実現した。このため、「下水道市長」とも呼ばれたにまた、帝京大学理工学部の宇都宮市への誘致や、宇都宮市のテクノポリス指定・中核市移行にも成功した。任期の最後には、自らも経験した宇都宮空襲の調査を事業化させ、死後『うつのみやの空襲』として報告書が発刊された。
市長当選1期目から掲げていた宇都宮競輪場の移転は任期中に凍結し、後任の福田富一が中止を決定した。移転候補地であった瑞穂野地区の土地は、マロニエとちぎ緑花祭2000の会場を経て、みずほの自然の森公園になった。
宇都宮市の基盤を整えたとの自負があり、「市政と市民との乖離」を訴えて当選した後任市長の福田との会談後に「これからやる人は、楽でいいよ」と思いを漏らした。

## 人物
明るく気さくな人物で、地域行事にもよく顔を出したことから、渡辺美智雄は「お祭り市長」と呼んだ。美智雄との友好関係は40年以上に及び、美智雄の命日の前日に亡くなったことに渡辺喜美は因縁を感じたという。庶民派でフットワークが軽く、釜川が氾濫した際には、長靴を履いて土嚢積みを行い、「長靴市長」と呼ばれることもあった。演説会では大きな身振り手振りを取り入れた独特の語り口で聴衆をひきつけ、政治家らしさを見せた。「よし、やっぺ」が口癖で、市職員を鼓舞した。
若き日の増山貨物自動車の専務時代は、社員の運転手らから「頭の回転の速い切れ者」と評され、人一倍働いたことから、「みちほさん」と呼ばれ、親しまれた。気性の荒い運転手に喧嘩を吹っ掛けられることもあったが、「表へ出ろ」の一声で引き下がらせた。
多くの政治課題をこなした一方で、1989年には「行楽費」の名目で市職員にヤミ手当を支給していたことが発覚、1994年には懇親旅行に出かける市議会議員に現金を渡したとして公職選挙法違反で書類送検された。これらに加え、市長時代後期には福祉や渋滞対策の遅れを指摘され、以前のように市長としての判断や展望を示す機会が減ったため、市長の前半期と後半期で評価が二分される人物であると朝日新聞は評した。
地元選出の衆議院議員・船田元とは、後半で考え方を異にした。また、フジスタッフ（現・ランスタッド〔日本法人〕）創業者の増山瑞比古は道保の末弟であるが、道保の政界進出を機に瑞比古は増山貨物自動車を退職せざるを得なくなったため、確執を抱えていた。道保は、政治のために会社の金に手を付けたとされたが、戦後間もない時期に増山貨物自動車を支えた立役者であったため、代わりに瑞比古が犠牲になったという。